# Зяблецы
 Зяблецы  — деревня в Кирово-Чепецком районе Кировской области в составе Мокрецовского сельского поселения.

## География
Расположена на расстоянии примерно 7 км на запад по прямой от центра поселения села Каринка.

## История
Известна с 1706 года как починок Зеблецовский с 2 дворами, в 1764 86 жителей. В 1873 году здесь (Зеблечевская) было дворов 13 и жителей 132, в 1905 19 и 77, в 1926 (деревня Зяблечевская) 21 и 105, в 1950 28 и 100, в 1989 37 постоянных жителей. Настоящее название утвердилось с 1950 года. 

## Население
Постоянное население составляло 31 человек (русские 97%) в 2002 году, 11 в 2010.